# Rengha Rodewill

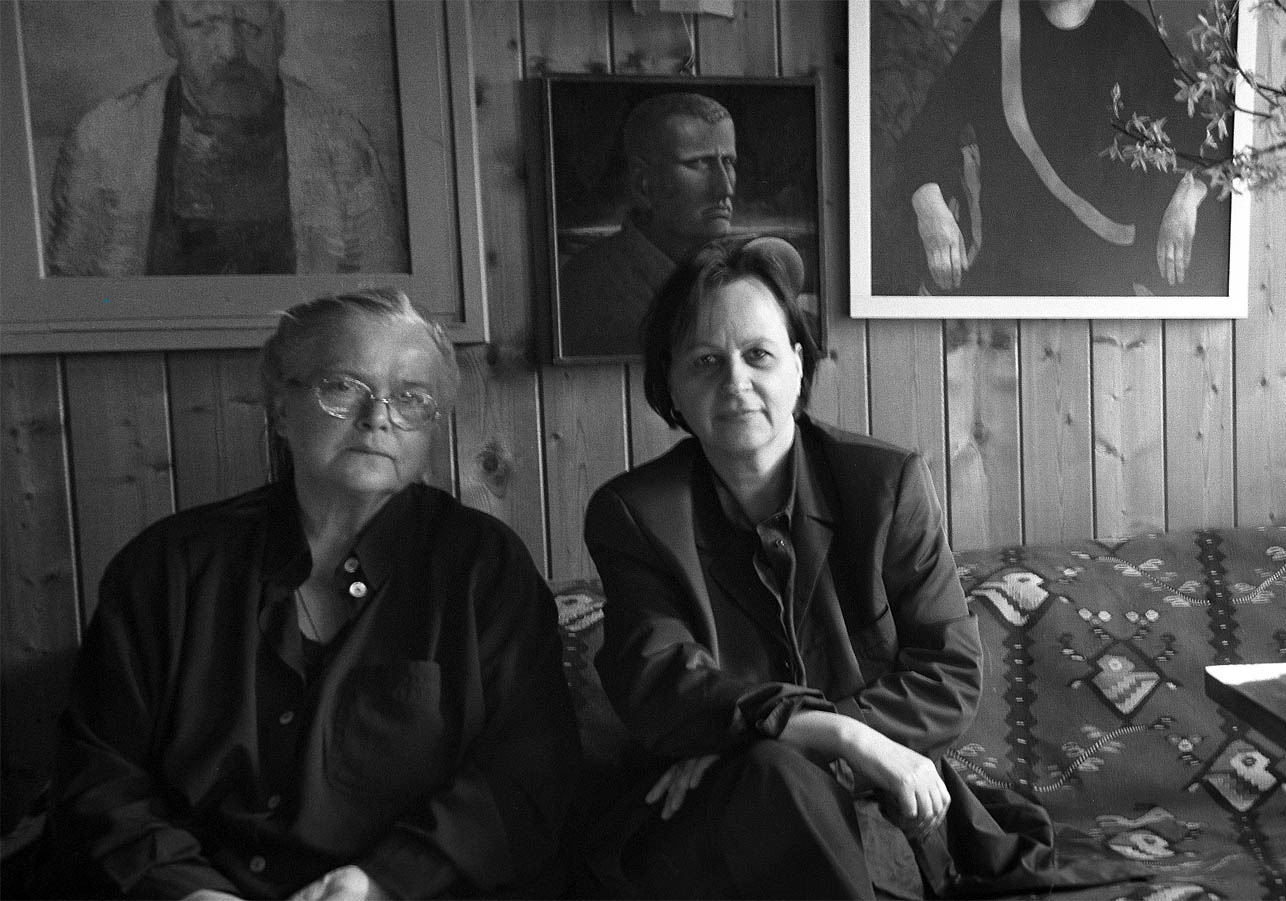
Eva Strittmatter och Rengha Rodewill.

Rengha Rodewill, född 11 oktober 1948 i Hagen, Westfalen, är en tysk fotograf, författare, målare, grafiker och dansare.

## Biografi
Rengha Rodewill växte upp i Hagen, där hon deltog i  Ingeburg Schubert-Neumanns dans- och balettskola och lärde sig målning under ledning av Will D. Nagel. Efter att ha studerat i Italien och Spanien flyttade hon till Berlin 1978, där hon öppnade en studio 1998 i Potsdam-Babelsberg. Rodewill hade ett konstnärligt samarbete med Eva Strittmatter från 2000 fram till hennes död 2011, där bland annat några av Strittmatters dikter ingår i Rodewills första bok Zwischenspiel - Poetry, Photography (2010).
I oktober 2010 var det premiär för boken Zwischenspiel samt utställning av fotografier av Rodewill i Deutsche Oper Berlin.
Hennes verk har visats på utställningar både i Tyskland och internationellt. Hon är också initiativtagare till många crossover-projekt, samt välgörenhetsgalor med medverkan utan ersättning av många kända artister. 
Med jazzklarinettisten Rolf Kühn,  äldre bror till pianisten Joachim Kühn, och hans trio var en vernissage en jazz-livekonsert istället. Vid Friedrich Naumann-stiftelsen i Potsdam-Babelsberg i maj 2004 visade Rodewill föremål och materialkollage under titeln BTrachtungsweisen, bilder från cykelserien i kvadrat. För den 100:e födelsedagen av den judiska poeten Mascha Kaléko skapade Rodewill en tvådelad konstinstallation. Utställningen Hommage à Mascha Kaléko var i september 2007 i Georg Kolbe Museum Berlin. I september 2009 bidrog skådespelerskan och disösen Gisela May från sin bok Es wechseln die Zeiten på Rengha Rodewills välgörenhetsevenemang Benefiz für Spatz.
Rodewills konstverk återfinns i många privata samlingar. Hon bor (2018) i Berlin och arbetar som fotograf och författare.